# 久喜市立江面第二小学校
久喜市立江面第二小学校（くきしりつ えづらだいにしょうがっこう）は、かつて埼玉県久喜市除堀にあった公立小学校。学校周辺地域では、江二小（えにしょう）という呼称が多く使われていた。2021年（令和3年）3月31日に閉校。翌4月1日に久喜市立江面第一小学校と統合し、同校の位置に久喜市立江面小学校が開校した。

## 沿革
本節の出典（特記以外）…
- 1872年（明治5年） - 学制頒布にあたり、久喜光明寺に9区18町村の久喜学校を設立。
- 1873年（明治6年）6月6日 - 江面学校開業の旨を久喜学校に申し出て、江面宝光院に設立。また、下早見学校開業を申し出て、本校を下早見大聖院に、分校を太田袋普門院におく。
- 1884年（明治17年）7月 - 町村連合に際し、江面学校と早明学校を併合し、江面宝光院におく。
- 1889年（明治22年）5月25日 - 町村制施行に伴い、龍猪学校を設け、本校を下早見大聖院に、原東雲院に分教場をおく。
- 1892年（明治25年） - 龍猪学校を江面第一尋常小学校に、分教場を江面第二尋常小学校に改め独立する。
- 1912年（明治45年） - 江面第一尋常小学校と江面第二尋常小学校が合併し、江面尋常小学校と改称。
- 1941年（昭和16年） - 校名を江面国民学校と改称。
- 1947年（昭和22年） - 校名を江面村立江面小学校と改称。
- 1954年（昭和29年）
  - 5月15日 - 江面村立江面小学校分校が独立小学校として認可され、江面村立江面第二小学校として独立。同日を開校記念日とする。なお、分離に伴い江面村立江面小学校は校名を江面村立江面第一小学校（後の久喜市立江面第一小学校）と改称。
  - 7月1日 - 久喜町・江面村・太田村・清久村が合併し、久喜町が発足。校名を久喜町立江面第二小学校と改称。
- 1969年（昭和44年） - 理科室を増築、プールを新設し、竣工式を行う。
- 1971年（昭和46年）10月 - 久喜町が市制を施行し、久喜市が発足。校名を久喜市立江面第二小学校と改称。
- 1975年（昭和50年） - 校章を制定。
- 1977年（昭和52年） - 校旗を制定。
- 1978年（昭和53年） - 新校舎竣工式、および祝賀会の挙行。
- 1981年（昭和56年） - 体育館竣工式、および祝賀会の挙行。同年、校地を拡張。
- 1987年（昭和62年）1月31日 - 特別教室棟（理科、音楽、図工、家庭、図書室兼視聴覚室）竣工式および祝賀会の挙行。
- 1989年（平成元年）2月16日 - 校歌碑を建立。
- 1994年（平成6年）1月22日 - 創立40周年記念式典およびふれあい祝賀会を挙行。記念誌として「飛翔」を発刊。また、創立40周年記念「光の子我ら」像の除幕式、記念樹として「かしわの木」を植樹。
- 1995年（平成7年）3月25日 - 防災用井戸の整備工事が完了。
- 1996年（平成8年）3月25日 - 防災倉庫の整備工事が完了。
- 1998年（平成10年）11月10日 - 普通教室棟の東側階段設置工事が完了。
- 1999年（平成11年）3月12日 - 用務員室の改修工事が完了。
- 2002年（平成14年）3月31日 - 体育館の屋根外周改修工事および校舎屋上高架水槽改修工事を行う。
- 2004年（平成16年）6月12日 - 創立50周年記念式典を行う。体育館緞帳を新調。
- 2009年（平成19年）4月1日 - 全校生徒数が100人を下回る。
- 2021年（令和3年）
  - 3月6日 - 閉校式として「江二小ありがとうの会」を行う[6]。
  - 3月31日 - 閉校[1]。翌4月1日に久喜市立江面第一小学校と統合し、同校の位置に久喜市立江面小学校が開校[2][3]。

## 施設
- 校舎
- 特別教室棟
- 体育館
- 運動場
- プール
- 校庭遊具

## 教育目標
- 進んで学ぶ子
- 思いやりのある子
- 健康で明るい子

## 校歌
- 作詞者 - 安積得也
- 作曲者 - 飯田信夫